# Kemični testi pri identifikaciji gliv
Kemični testi pri identifikaciji pomagajo pri določanju gliv in medsebojnem razlikovanju na zunaj podobnih vrst.

## Kalijev hidroksid
3–10 % raztopina kalijevega hidroksida (KOH), nanešena na trose ali tkivo glive, lahko sproži spremembo barve:
- Kukmaki (Agaricus). Nekatere vrste, kot je karbolni kukmak (Agaricus xanthodermus) porumenijo, mnoge nimajo nobene reakcije, Agaricus subrutilescens pa postane zelen.
- Do izrazite spremembe prihaja pri nekaterih vrstah koprenk (Cortinarius). Temno rjave pri večini koprenk iz skupine Telamonia. Reakcije so lahko tudi rdeče, rumene ali olivno zelene barve.[1]
- Zvončnice (Xeromphalina se odvisno od vrste obarvajo od rumene do oranžno rdeče.[2]
- Klobuk plamenk (Gymnopilus) se obarva črno.
- Jelšarji (Gyrodon) - rjavkasto rumeno.
- Gobani (Boletus).
- Golobice (Russula).
- Pri posušenih žoltotroskah (Callistosporium) se v hifah in trosih pokažejo rdečkasti notranji pigmenti.[2]

Uporablja se za pripravo preparatov za mikroskopiranje.

## Amonijev hidroksid
Amonijev hidroksid je vodna raztopina amonijaka. Pri mikroskopiranju se uporablja 5-10% raztopina, za makroskopske reakcije pa višje koncentracije, npr. 40%.
Tako kot kalijev hidroksid se uporablja za pripravo preparatov za mikroskopiranje iz suhega materiala, ker olajša nabrekanje na originalno velikost.
Je najbolj primeren za pripravo mikroskopskih preparatov temnih trosov.

## Železov sulfat
Železov sulfat v 10-odstotni vodni raztopini se uporablja pri določevanju golobic, mlečnic, gobanov in griv. Včasih se lahko nanese sol tudi neposredno na tkivo in nato opazuje spremembo barve, možni so trije različni rezultati:
- brez spremembe barve, je negativna reakcija
- sprememba barve v olivno, zeleno ali črno zeleno
- sprememba barve v rdečkasto-roza.[3]

Uporablja se pri golobicah (Russula), jelšarjih (Gyrodon), polstencih (Xerocomellus), grenivcih (Tylopilus), dedkih (Leccinum) in drugih.
Nekatere pričakovane reakcije:
- Meso rdečebetnega polstenca (Xerocomellus chrysenteron) se obarva limonino rumeno.
- Meso grenivcev (Tylopilus) se obarva sivo olivno.

## Melzerjev reagent
Melzerjev reagent se uporablja za testiranje amiloidnosti in dekstrinoidnosti .
- Amiloidna reakcija - obarvanje v modrikasto-sivo do modrikasto-črno. Nakazuje prisotnost škroba.
- Dekstrinoidna reakcija - obarvanje v rjavo do rdečkasto rjavo.

Ta test se običajno izvaja na vrstah, ki imajo bel trosni prah, v nasprotnem primeru reakcija ne bo takoj opazna. Spremembo barve najlažje opazimo pod mikroskopom. Za opazovanje s prostim očesom potrebujemo trosni odtis iz debelejše plasti trosov.
Trosi mlečnic in sirovk (Lactarius) in golobic (Russula) imajo amiloidne ornamente zato se jih po navadi, pred opazovanjem pod mikroskopom, obarva z Melzerjevim reagentom.
Test amiloidnosti je med drugimi pomemben pri določanju mušnic (Amanita) in čeladic (Mycena).

## Lugolov reagent
Lugolov reagent se uporablja za testiranje amiloidnosti in dekstrinoidnosti. V primerjavi z Melzerjevim reagentom je manj strupen in ga je lažje pridobiti. Njegova slaba stran pa je, da so rezultati manj konsistentni in zanesljivi.
Hemiamiloidna reakcija pri nekaterih zaprtotrosnicah ima naslednje lastnosti:
- Direkten nanos Lugolovega reagenta izzove rdečo do rdeče rjavo reakcijo.
- Melzerjev reagent ne povzroči nobene barvne spremembe.
- Predpriprava z KOH in nato nanos Lugolovega ali Melzerjevega reagenta izzove modro reakcijo.

## Gvajakova tinktura
Raztopina gvajakove smole v 70% alkoholu. Uporablja se pri določanju naslednjih rodov gliv:
- koprenke (Cortinarius) - modro zeleno obarvanje.
- golobice (Russula)
- razcepljenke (Inocybe) - obarvanje inkrustiranih cistid.[2]

## Fenol
2–3 % vodna raztopina fenola pri nanosu na klobuk ali bet lahko povzroči spremembo barve.

## Sulfo-vanilin
Je zmes žveplove kisline in vanilina. Uporablja se pri določanju golobic (Russula) in govnarjev (Panaeolus).

## Schaefferjeva reakcija
Razvil jo je Julius Schäffer za pomoč pri prepoznavanju vrst kukmakov (Agaricus). 
Na površino klobuka narišemo dve križajoči se črti, prvo z anilinom, drugo z vodno raztopino 65 % dušikove kisline. Test velja za pozitivnega, če se na presečišču pojavi svetlo oranžna barva.   

## Kongo rdeča
Kongo rdeča je barvilo, ki se uporablja pri mikroskopiranju za obarvanje sten hif in notranjosti celic.

## Metilensko modrilo
Imenovno tudi metilno modra se uporablja kot barvilo pri histologiji. Kolagen v tkivih obarva v modro.

## Paradimetilaminobenzaldehid
Lističi zajčkov (Lyophyllum) običajno pomodrijo po nanosu para-dimetilaminobenzaldehida (PDAB ali pDAB).

## Meixnerjev test za amatoksine
Meixnerjev test (znan tudi kot Wielandov test) uporablja koncentrirano klorovodikovo kislino in časopis za testiranje smrtonosnih amatoksinov, ki jih najdemo v nekaterih vrstah mušnic, dežničkov in kučmic. Test lahko da lažno pozitivne rezultate za nekatere spojine, kot je na primer psilocin.